# La Salvetat e Bèlmontet
La Salvetat e Bèlmontet (en francès La Salvetat-Belmontet) és un municipi francès situat al departament de Tarn i Garona i a la regió d'Occitània.

## Demografia
| 1962                                       | 1968 | 1975 | 1982 | 1990 | 1999 | 2007 |
| ------------------------------------------ | ---- | ---- | ---- | ---- | ---- | ---- |
| 340                                        | 392  | 378  | 451  | 502  | 514  | 562  |
| Des de 1962: població sense dobles comptes |      |      |      |      |      |      |

## Administració
| Període | Identitat      | Partit        |
| ------- | -------------- | ------------- |
| 2001-   | Bernard Pezous | Divers gauche |